# Helia digna
Helia digna là một loài bướm đêm trong họ Erebidae.